# لوسي سافاروفا
لوسي سافاروفا (بالتشيكية: Lucie Šafářová)‏ (مواليد 4 فبراير 1987) في مدينة برنو في تشيكوسلوفاكيا. هي لاعبة كرة مضرب تشيكية مُحترفة.

## نهائيات الجراند سلام

### زوجي السيدات: 1 (1 بطلة)
| اللقب  | السنة | البطولة           | السطح | الشريكة            | الخصوم                | النتيجة       |
| ------ | ----- | ----------------- | ----- | ------------------ | --------------------- | ------------- |
| البطلة | 2015  | أستراليا المفتوحة | صلب   | بيثيان ماتيك ساندز | تشان ينغ جان تشانغ جي | 6–4, 7–6(7–5) |

## روابط خارجية
- لوسي سافاروفا على موقع رابطة محترفات التنس (الإنجليزية)
- لوسي سافاروفا على موقع الاتحاد الدولي لكرة المضرب (الإنجليزية)
- لوسي سافاروفا على موقع كأس بيلي جين كينغ (الإنجليزية)
- لوسي سافاروفا على موقع خلاصة التنس.كوم (الإنجليزية)
- لوسي سافاروفا على موقع اللجنة الأولمبية الدولية (الإنجليزية)
- لوسي سافاروفا على موقع أوليمبيديا (الإنجليزية)
- لوسي سافاروفا على موقع اللجنة الأولمبية التشيكية (التشيكية)